# قرار الجمعية العامة للأمم المتحدة رقم 303
قرار الجمعية العامة للأمم المتحدة رقم 303، الذي تم تبنيه في 9 ديسمبر 1949 بأغلبية 38 صوتًا مقابل 14 (مع امتناع 7 أعضاء عن التصويت)، أعاد تأكيد دعم الأمم المتحدة لفصل كيان القدس المستقل. وتجدر الإشارة إلى أن نمط التصويت كان مختلفًا بشكل كبير عن نمط التصويت في خطة الأمم المتحدة لتقسيم فلسطين قبل عامين، حيث تبادلت العديد من الدول الأطراف. وعلى وجه الخصوص، صوتت جميع الدول العربية والإسلامية لصالح «الكيان المنفصل»، بعد أن صوتت ضد خطة عام 1947؛ على العكس من ذلك، صوتت الولايات المتحدة وإسرائيل ضد الكيان المنفصل، بعد أن أيدته في السابق.
كانت نتيجة التصويت «أكثر حسماً حتى من التصويت على خطة التقسيم نفسها».

## خلفية
في يوليو 1920، في مؤتمر سان ريمو، تم تخصيص انتداب من الدرجة الأولى لعصبة الأمم على فلسطين للبريطانيين. في 29 تشرين الثاني / نوفمبر 1947، اعتمدت الجمعية العامة للأمم المتحدة قرارًا «يوصي المملكة المتحدة، بصفتها سلطة الانتداب لفلسطين، وجميع أعضاء الأمم المتحدة الآخرين بتبني وتنفيذ، فيما يتعلق بحكومة فلسطين المستقبلية، خطة التقسيم مع الاتحاد الاقتصادي» مثل القرار 181 (II). تضمنت الخطة اقتراحا بإنهاء الانتداب البريطاني على فلسطين وتقسيم فلسطين إلى «دولتين عربية ويهودية مستقلة ونظام دولي خاص لمدينة القدس». في 14 مايو 1948، وهو اليوم الذي انتهى فيه الانتداب البريطاني على فلسطين، اجتمع المجلس الوطني اليهودي في متحف تل أبيب، ووافق على «إعلان قيام دولة يهودية في أرض إسرائيل» والتي ستعرف باسم دولة إسرائيل.
في 11 مايو 1949، تم قبول إسرائيل في عضوية الأمم المتحدة.
في أوائل ديسمبر 1949، أعلنت إسرائيل القدس عاصمة لها، على الرغم من سيطرتها على القدس الغربية فقط، مع القدس الشرقية (بما في ذلك البلدة القديمة) التي تسيطر عليها شرق الأردن.

## القرار
النص الكامل للقرار:
وبعد إطلاعها على تقارير لجنة التوفيق التابعة للأمم المتحدة والخاصة بفلسطين المنشأة بموجب القرار الأخير،
I. قررت
فيما يتعلق بالقدس،
وإيمانا منها بأن المبادئ التي تستند إليها قراراتها السابقة بشأن هذه المسألة، ولا سيما قرارها المؤرخ 29 تشرين الثاني / نوفمبر 1947، تمثل تسوية عادلة ومنصفة للمسألة:
1. لإعادة التأكيد، لذلك، على عزمها على وضع القدس تحت نظام دولي دائم، والذي ينبغي أن يتوخى الضمانات المناسبة لحماية الأماكن المقدسة، داخل وخارج القدس على حد سواء، وتأكيد الأحكام التالية على وجه التحديد من قرار الجمعية العامة رقم 181 (II): (1) ستنشأ مدينة القدس كهيئة منفصلة بموجب نظام دولي خاص وتديرها الأمم المتحدة؛ (2) يُعيَّن مجلس الوصاية ليضطلع بمسؤوليات السلطة القائمة بالإدارة. . .؛ (3) مدينة القدس سوف تشمل البلدية الحالية للقدس بالإضافة إلى القرى والبلدات المحيطة، والتي ستكون أبو ديس في أقصى شرقها وبيت لحم في أقصى الجنوب، أقصى الغرب، عين كريم (بما في ذلك المنطقة المبنية في موتسا) وأقصى شمال شعفاط كما هو مبين في الخريطة المسطحة المرفقة (ملحق ب) (2).
2. أن يطلب لهذا الغرض أن يستكمل مجلس الوصاية في دورته القادمة، سواء كانت خاصة أو عادية، إعداد قانون القدس (T/118/ Rev.2)، مع حذف الأحكام غير القابلة للتطبيق الآن، مثل المادتين 32 و39، ودون المساس بالمبادئ الأساسية للنظام الدولي للقدس المنصوص عليها في قرار الجمعية العامة رقم 181 (II) الذي أدخل تعديلات عليه في اتجاه إضفاء المزيد من الديمقراطية عليه، الموافقة على النظام الأساسي، والمضي قدما على الفور في تنفيذه. لن يسمح مجلس الوصاية بأي إجراءات تتخذها أي حكومة أو حكومات معنية لتحويلها عن تبني وتنفيذ قانون القدس؛

## فهرس
- هان، بيتر ل. «الاصطفاف بالصدفة: إسرائيل والولايات المتحدة وتقسيم القدس، 1949-1953.» مراجعة التاريخ الدولي، المجلد. 21، لا. 3، 1999، ص. 665-689. JSTOR ، www.jstor.org/stable/40109080. تم الوصول إليه في 16 فبراير 2020.
- أبراهام بيل ويوجين كونتوروفيتش، فلسطين، هيئة التحكيم وحدود إسرائيل